# Комикс
Комикс (на гръцки: κωμικός, kōmikos; на латински: cōmicus в превод отнасящо се до комедията) е форма на изобразително изкуство, в която думи и рисунки се съчетават, за да предадат история или информация. Комиксите се състоят от една или повече илюстрации, често разположени една до друга в панел. Размера и аранжирането на тези квадрати зависи от темпото на повествованието. Изображенията могат да съдържат малко думи или изобщо да нямат такива за по-голямо въздействие на картинката. Характерните текстови компоненти на комикса са: речеви балон, различни заглавия, звукоподражателни надписи, полета с информационен текст. Карикатурата и другите нейни изобразителни форми са основно художествено-изразително средство в комиксите; например фотокомиксът се състои от различни фотографии. Обикновените форми на комикса са: стрип комикс, карикатура за редакционни и комедийни издания и комикс книга. От края на 20 век изданията в томове като графични новели, комикс албуми и танкубон стават много популярни. През 21 век започват да се разпространяват онлайн уебкомикси.
Историята на комикса следва различни пътеки в различните държави. Учените виждат началото на тази форма още в праисторията, пример за това са рисунките в пещерата Ласко. В средата на 20 век комиксите се развиват в Съединените щати, Западна Европа (особено във Франция и Белгия) и Япония. Историята на европейския комикс може да се проследи до карикатурите на щвейцарския художник Рудолф Тьопфер от 30-те години на 19 век. Комиксът в Европа се популяризира през 30-те години на миналия век със заглавия като „Приключенията на Тентен“. В Америка комиксите навлизат в масовата медия в късните 20-те чрез стрип комикса във вестникарските колонки. Следващото десетилетие на американския пазар излизат комикс списанията, които популяризират супергероите; персонажът Супермен се появява през 1938 г. Японският комикс (манга) има своя специфичен стил, който води началото си още от 12 век. Модерният стрип комикс навлиза в Япония през 20-те години. Комикс списанията, книги и специализирани томове (танкубон) се развиват след Втората световна война благодарение на художници като Осаму Тецука. През повечето време комиксите са били причислявани към ниската култура, но в края на 20 век към тях се подхожда с по-голяма сериозност, както в академичните така и в обикновените среди.
Терминът „комикс“ се използва в английския език като съществително в единствено число, но се отнася и към множествени, когато става въпрос за определени примери: самостоятелни стрипове или комикс книги. Думата произлиза от хумористичните (комични) произведения, доминиращи в късния комикс стрип от американските вестници, но става стандарт и за работи с некомичен характер. Обикновено в английския терминът се отнася и до комикси от неанглоезичните страни, макар да се използва и названието от оригиналния език, като например „манга“ за японските комикси и „bandes dessinées“ за френско езичните. Няма консенсус между теоретиците и историците относно дефиницията за комикс. Някои подчертават, че последователният характер на рисунките, и преобладаването на картини над думите, отличава комиксите от книжките с картинки. Други твърдят, че в действителност това, което отличава комиксите от другите форми на словесните разкази, е присъствието изцяло на картинки, и от друга страна социалния контекст.

## Дефиниция
През 90-те години на 20 век дефиницията на комикси се утвърждава като независима форма на комуникация, независимо от съдържанието, целевата група и изпълнението. През 1993 г. Скот Макклауд дефинира комикс като „картинни или други знаци, подредени в смислена пространствена последователност, които предават информация и/или създават естетически ефект върху зрителя“. Той заема определението на Уил Айзнър. Дитрих Грюнвалд, например, говори за „принцип на картинската история“, чиято модерна форма е комиксът със своите стилистични устройства, разработени около 1900 година. Андреас Платхаус нарича комиксите „най-модерната форма“ в картинната история. Друго определение дефинира комикса в пряка връзка с това на Макклауд като „разказ с най-малко две неподвижни изображения“.

## Произход и история
Комиксът като форма на изкуство се налага в края на XIX и началото на XX век, заедно с други подобни форми като филми и анимация. Тези три форми имат някои общи черти, най-забележителната от които е смесване на думи и картинки, като и трите дължат развитието си на технологичните скокове, направени по време и след индустриалната революция. Въпреки че вестниците и списанията въвеждат и популяризират комиксите за първи път в края на 1890 година, разкази с илюстрации съществуват в продължение на много векове.

### Траяновата колона
Ранни предшественици на комикса, подобни на днешните, включват Траяновата колона и работата на Уилям Хогарт.
Траяновата колона се намира в Рим, построена през 113 г. Украсена е със спирален барелеф, който изобразява епизодите от войната и военните действия на римската армия на император Траян в Дакия с даките. Тя е един от ранните оцелели примери на повест, разказана чрез последователни изображения. Релефите дават представа за военните действия на римската армия в Дакия. Изображенията представляват военни сцени и битки, потегляне на армиите в поход, укрепителни дейности, императорът, който държи речи на войниците, жертвоприношения, посланичества и подчинение на победените.
Египетските йероглифи и гръцките фризове, средновековните гоблени и илюстрираните ръкописи също комбинират последователни изображения и думи, за да разкажат една история.

### Ранни разкази (от 15 до 19 век)
Версии на Библията, които разчитат предимно на изображения, а не на текст, са широко разпространени в Европа, за да достигнат ученията на християнството до неграмотните. В средновековната живопис, много последователни сцени от една и съща история (обикновено библейски) се появят едновременно в една и съща картина.
Традицията на разкази в картинки претърпява възход през XVI и XVII век, когато във Валенсия и Барселона запозват да се продават картинки за народа, най-често на религиозна тематика. Тези гравюри са отпечатани на цветна хартия и се разпространяват широко във Фландрия, Франция и Германия.
Изобретяването на печатната преса, създава разделение между образи и думи, тъй като двете изискват различни методи на възпроизвеждане. Ранните печатни материали са съсредоточени върху религиозна тематика, но през XVII и XVIII век те започват да се справят с аспекти на политическия и социалния живот, а също така започват да осмиват чрез карикатурата.
Уилям Хогарт често е цитиран в историята на комиксите. Неговата работа The Rake's Progress е съставена от редица платна, всяко от които е възпроизведено печатно, като осемте щампи заедно създават разказ. Печатните техники, разработени в резултат на технологичния напредък на индустриалната революция, позволяват печатането на списания и вестници. Тези публикации използват изображения като средство за коментари на политически и социални проблеми, като тези илюстрации по-късно стават известни като карикатури през 1840 година.
|  |  |  |

Едва след откриването на модерните техники и печатната преса тези работи достигат до читателя в масови количества.
В XIX век започва фабричното производство на истории в картинки.

### 19 век
Рудолф Тьопфер, франкофонски швейцарски художник, в 1830 – 1846 г. издава в Женева серия албуми за приключенията на господин Жабо и господин Крепен. Той се възприема като ключова фигура от началото на XIX век. Въпреки че речевите балони изпадат от употреба по средата на XIX век, Тьопферовите илюстрирани истории с последователни сцени и с текст отдолу на картинките, са препечатвани в цяла Европа и Съединените щати. Липсата на закони за авторското право по това време позволява тези творби да се печатат и превеждат на два континента.
През 1843 година Тьопфер формализира мислите си по история на картинките в своето есе по физиогномикс: „Да се конструира картинна история не означава, че трябва да се създаде като майстор-занаятчия, да се извлича всеки потенциал от материала – до дъно! Не означава, че можете просто да разработите карикатури с молив, естествено това е несериозно. Нито е просто като да се драматизира поговорка или илюстрира игра на думи. Трябва да се измисли някаква игра, където частите са подредени по план и форма задоволително така че да формират едно цяло. Не рисувате шега и не слагате рефрен в куплети. Вие правите книга: добра или лоша, тъжна или глупава, луда или трезва“.
Художникът романтик Валентен издава албуми с картини по приказки на Шарл Перо.
През 1845 г. сатиричните рисунки, които редовно се появяват във вестниците и списанията, получават името карикатури. В изкуството карикатурата е скица с молив или въглен, която ще се боядисва. Британското списание Punch, стартирало през 1841 г., посочва неговите хумористични рисунки като карикатури. По това време са организирани изложби на карикатури, или подготвителни скици. Тази употреба става всеобща, с продължителност до наши дни.
През 1865 г. са публикувани Макс и Мориц от Вилхелм Буш в германски вестник. Буш рафинирана конвенциите от последователни рисунки, и работата му оказва ключово влияние
Въвеждането на литографски методи за печат, получени от Запад е важна стъпка в разширяване на формата в рамките на Китай и изобщо в Азия в началото на XX век. Подобно на Европа и Съединените щати, сатирични рисунки са включени във вестници и периодични издания, като първоначално се основават на произведения от тези страни. Едно от първите списания на сатирични карикатури се основава на Punch. Едни от първите комикси са отпечатани през 1899 г. в Япония. Към 1920 година, пазар е създаден за малки по размер книжки с картинки.
През 1884 г. е публикувано списание, което въвежда стрийп комикс, с участието на титулярен характер, и широко се разглежда като първият стрийп комикс. През 1890 г. още две комични списания дебютират в британската общественост, които утвърждават традицията на периодичните комикси.
В Съединените щати по това време „Жълтото дете“ установява традицията на стрип комикс въпреки че учените са открили по-ранни произведения, които съчетават речевите балончета и разказ с множествени изображения.

### 20 и 21 век
В 20 век комиксът става един от най-популярните жанрове масова култура. Той губи комичността си запади която получава наименованието си. Основни жанрове на комиксите стават приключенията: бойци, детективи, ужаси, фантастика, истории за супергерои.
Златният век на комиксите е названието на периода в историята на американските комикси от 1938 г. докъм 1955 г. Първите сериозни стъпки в развитието на изкуството на графически новели се случва в началото на XX век, в търсенето на нови пътища за графически и визуални комуникации и изражения. През юни 1938 года в САЩ се появява персонажа на Супермен. Началото на златния век е прието да се счита първото появяване на Супермен в 1938 г., издадено от DC Comics. След това супергерои буквално завладяват страниците на комиксите. Други популярни персонажи стават Пластик (Plastic Man), детектив Спирит. За този период са създадени повече от 400 супергерои. Болшинството от тях не доживяват до наши дни, но по това време се раждат Батман и капитан Америка. Втората световна война оказва сериозно влияние на съдържанието на комиксите за супергерои – сега героите се сражават със страните от Оста, а на обложките са изобразени супергерои, борещи се с лидери на нацисткото движение. След победата над фашизма се появяват супергерои с ядрени способности. Историците от това време считат, че детските персонажи помагат да се преодолее страха у младите читатело от перспективите за атомна война. Героите започват да се борят и с комунистите, а други в Корейската война. След Втората световна война комиксите и супергероите бавно западат.
През 60-те години на 20 век на световната сцена излиза Марвел Комикс. Негови герои са Спайдърмен, Железния Човек, Х-Мен, Върколака, Хълк, Фантастичната Четворка, Капитан Америка, Деърдевил, създадени от Стан Лий, Джак Кърби, Стив Дитко и други. Главен център на индустрията остава САЩ където тези герои имат широка популярност. Едни от най-известните компании в света са Марвел Комикс, Ди Си Комикс, Дарк Хорс Комикс и Имидж Комикс.
В началото на 21 век комиксите получават нови превъплъщения благодарение на компютърните технологии.

## Формати и видове комикси
Комикс стрипът обикновено е кратък мултипанелен комикс, обикновено отпечатван във вестниците. В Щатите комиксите от делничните издания са разположени на един ред, докато тези от неделния стрип са им дадени няколко реда. В началото на 20 век делничните стрипове са отпечатвани в черно-бяло, а неделните са цветни и заемат пълна страница.
Специализираните периодични комикс формати са разнообразни в различните страни. Комикс книгата в американски формат е тънка периодика, най-често цветна. Европейските и японските комикс истории са на серии, издавани в списание, излизащо месечно или седмично в Европа. Комиксите в Япония обикновено са черно-бели и се пускат на пазара всяка седмица. Всеки брой се състои от стотици страници.
Формата на комикс книгата заема различни размери в различните държави. Европейският комикс албум е принтиран цветно във формат А4. В англоговорещите страни комикса с меки корици, съдържащ няколко истории, се заражда от колекционерските комикс издания, които събират в себе си няколко издавани комикса. Свързаните в части комикс поредици се наричат „графична новела“ или „графичен роман“ и се разпространяват в различни формати. Терминът „новела“ се асоциира предимно с художествената литература, но под това име се обединяват също така нехудожествени комикси и колекции от къси комикс истории. Японските комикси са събрани в части наречени „танкобон“, които се сериализирани с номер, подобно на списанията.
Гагът или специалната рисунка за издание обикновено са разположени в самостоятелен панел, който съдържа текст или балончета. Различните дефиниции за комикси, които наблягат върху комикс сериите, изключват гага, рисунката или друга карикатура в един панел. Те могат да бъдат включени в определения, които разглеждат повече комбинацията между текст и рисунка. Гаг карикатурите започват да се разпространяват в Европа през 18 и 19 век на страниците на издания, печатани в голям формат. Терминът „карикатура“ е използван за първи път за да опише тези рисунки през 1843 г. от британското хумористично списание „Пънч“.
Уебкомикса е комикс, разпространяващ се в интернет. Те имат възможност да достигат до голям брой публика. Новите читатели обикновено могат да имат достъп до тях с помощта на архивни части. Интернет комикса може да бъде разположен в неопределен план, което значи че размера и формата на страницата нямат значение.
Някои смятат, че сториборда и романите без думи са комикси също. Филмовите студия, особено анимационните, често използват поредица от изображения като пътеводител на снимачния процес. Тези сторибордове не са считани за краен продукт и рядко са показвани пред публика. Романите без думи са книги, които използват последователността от изображение, за да представят разказа.

## Изследвания за комикса
Не е постигнато единодушие в научните среди относно дефиницията за комикс, подобно на определенията за литература и филм. Много опити да се определи понятието търпят провал, като само някои запазват значение. Теоретици на комикса като Тьопфер, Ер Си Харви, Уил Айзнър, Дейвид Кариър, Алън Рей и Уорънс Гров наблягат на съчетанието между текст и изображения, въпреки бележитите примери на комикси-пантомима. Други критици като Тиери Гронстийн и Скато Макклауд обръщат изтъкват като по-важно частите на изображението и начина им на разположение. Към края на 20 век откритията на разнообразни традиции в комикса при различните култури, преоткриването на забравените ранни форми на комикси и появата на нови форми правят определянето на комикса още по-трудна задача.
Изследванията върху комикса започват в Европа с теориите на Тьофлер върху неговата собствена работа през 40-те на XIX век, която акцентира върху подредбата на панели и визуално-вербалната комуникация. По-нататъшно проучване не се осъществява. Едва през 70-те на XX век Пиер Франсуа-Дерул хвърля семиотичен преглед върху проучването за комикса, анализирайки връзките между текст и изображение, връзките между страница и мястото на рисунката и несвързаността на панелите, или това което Скот Макклауд по-късно ще нарече „затваряне“. През 1987 г. Хенри Ванлайър представя термина „мултикадър“, познат още и като „мултирамка“, за да отнесе комикс страницата като семантична единица. В 90-те години теоретици като Беноа Пийтърс и Тиери Гронстийн обръщат внимание на поетичния креативен избор на артистите. Тиери Смолдерен и Хенри Морган имат еднакви възгледи относно дефиницията за комикс – предмет, който е взимал различни, еднакво валидни форми, през цялата си история на развитие. Морган вижда комикса като подгрупа на „les littératures dessinées“ (или „нарисувана литература“). Френската теория е обръща специално внимание на страницата, за разлика от американските теории, например тази на Макклауд, която се фокусират върху прехода от панел към панел. От средата на 2000-те Нийл Кон започва да проучва разбиранията за комиксите, като използва инструменти от когнитивната наука, които се простират отвъд теорията, използвайки реални експерименти от психология и неврология. Тази разработка твърди, че последователните изображения и оформленията на страниците използват и отделни „граматики“, свързани с правила, които се разпростират отвъд преходите от панел към панел и категоричните различия на типовете оформления и че разбирането на комикса на мозъка е подобно на разбирането други области, като език и музика.
Историята на мангата се съсредоточава или върху нейната неотдавнашно възникване след Втората световна война, или върху опити за демонстриране на дълбоки корени в миналото, като например свитъка картина „Chōjū-jinbutsu-giga“ от 12 и 13 век, или „Хокусай манга“ от началото на 19 -век. Първият исторически преглед на японските комикси е „Nihon Manga-Shi[i]“ на Сеики Хосонкибара през 1924 г. Ранната следвоенна японска критика е имала предимно ляв политически характер до публикуването на „Модерна манга: Пълна картина“ на Томофуса Куре от 1986 г. Тази творба отклонява политиката като централна тема в полза на формалните качества като структура и „граматика“ на комикса. Полето на изследване на мангата се разраства бързо. През 90-те години се появяват множество книги по този въпрос. Официалните теории за мангата се фокусират върху разработването на „теория за изразяване на манга“, с акцент върху пространствените взаимоотношения в структурата на изображенията върху страницата, разграничавайки средата на комикса от тази във филма или литературата, в които потокът от време е основната организираща елемент. Курсовете по изучаване на комикси се разпространяват в японските университети. „Японското общество за изследвания в областта на карикатурата и комикса“ е основано през 2001 г. с цел насърчаване на степендианти по науки за комикси. Публикуването на „Манга! Манга! Светът на японските комикси“ от Фредерик Л. Шодт през 1983 г. доведе до разпространението и употребата на думата „манга“ извън Япония, което означава „японски комикси“ или „комикси в японски стил“.
Колтън Уо прави опит за първа обширна история на американските комикси с „Комиксите“ (The Comics, 1947). „Комиксите и последователното изкуство“ на Уил Айзнър (1985) и „Разбирането за комиксите“ (1993) на Скот Макклауд са ранни опити на английски език да се формализира изучаването на комиксите. „Естетиката на комикса“ (2000) на Дейвид Кериър е първата сериозна разработка на тема комикси от философска гледна точка. Известни опити от страна на американските изследователи за определяне на термина „комикс“, включват имената на Айзнер, Макклауд и Харви. Айзнер определя онова, което се нарича „последователно изкуство“ като „подредба на картини или изображения, заедно с думи с цел предаване на история или драматизиране на идея“. Скот Макклауд дава определени за комикса като „живопис или друг вид изображение поставени в специален ред, предназначени да предават информация и/или да дават естетически отговор на своя зрител“ – строго формална дефиниция, която откъсва комикса от неговите исторически и културни следи. Харви определя комикса като „история в картинки или друго изложения, в които думите (често изписани вътре в специално място на изображението, наречено речеви балон) обикновено допринасят за значението на рисунките и обратно“. Всяко от определенията има свои противници. Харви вижда в дефиницията на Макклауд изключване на карикатурата в един панел и възразява срещу акцентирането върху вербалния елемент. Харви настоява, че „основната характеристика на комиксите е включването на словестно съдържание“. Арън Маскин вижда теорията на Макклауд опит да узакони мястото на комикса в историята на изкуството.
Междукултурното значение и обхват на думата за „комикс“ на различните езици създава допълнително осложнение в дефиницията на продукта и неговото поле на изучаване. Френския термин за комикси „bandes dessinées“ (рисувана лента) се съсредоточава върху позицията на рисуваните изображения, които са основен фактор за разграничаване на комикса от други изобразителни изкуства. Това определение рискува да изключи дори фотографските комикси. Терминът „манга“ е използван в Япония, за да обозначи всички форми на комикса, детската рисунка и карикатурата.

## Терминология
В английския език терминът „комикс“ се отнася за цялата медийна продукция, когато се използва като неброимо съществително. Броимото съществително „комикс бук“ (comics book), в буквален превод „комикс книга“, обозначава индивидуалния комикс стрип или комикс списание, книга или том. На български език под комикси се разбират най-често различните медии с рисувани истории, а комикс е единична книга или стрип.
Панела е самостоятелно изображение, което представя част от действието, често обградено от квадратна граница. Основните моменти от разказа са разделени на панели. Този процес се нарича „капсулиране“. Читателят обединява парчетата в мислите си, като проследява основната история и прави връзка между панелите. Този процес се нарича „закриване“. Размерът, формата и начина на подредба на панелите се отразяват на времето и бързината на предаване на историята. Съдържанието на панела може да е асихронно, като събитията, участващи в същото изображение, не е задължително да се сучват в същото време.
Текстът е включен в комиксите посредством речевия балон, заглавията и звуковите ефекти. Речевият балон се използва са предване на диалог (или мисли, в случая се нарича „мислов балон“), като опашката на балона посочва на кой говорител са думите. Надписите предават гласът на разказвача, понякога мислите и думите на персонажа, но много често и датата, часа и мястото на развитието. Речевият балон се асоциира силно с комикс културата, дотолкова че добавянето му върху изображение, директно асоциира това изображение като комикс картина. Звуковите ефекти са думи, които не включват реч, а имитират негласови звуци, като използват звукоподражателни думи.
Карикатурата е често използван похват в направата на комикси. Художниците на комикси основно използват мастило (по-специално туш), а инструментите са перодръжка или писец. Смесената медия и дигиталните технологии все по-често заемат основно място при направата на комикси. Техники на рисуване като линии на движение и абстрактни също намират място между страниците на комикс книгата.
Комиксите са дело предимно на един човек. Но работата за направата на комикс книгата често е разделена между различни специалисти. Основното разделение е между писатели и художници. Художниците се делят на такива, които създават визията на персонажа, и такива, които работят по самото изграждане на средата, в която се развива сюжетната линия. Същото се отнася и за японските комикси. Особено в Америка комиксите за супергерои са рисувани от различни художници: един нанася щрихите с молив, след това друг довършва роботата с мастило или туш. Цветът е прибавян от отделен артист оцветител (colourist). Надписите, заглавията и речевите балони се правят също от друг.

### Етимология
В английския език думата „комикс“ произлиза от производното на „хумористично“ или „комично“ (comic). Така са наричани за кратко комикс стриповете в ранните американските вестници и постепенно се налага като термин за всички разкази в картинки, било то и такива със серизна тематика. Историята на самия термин „комикс“ също е объркваща - първоначално тя се отнася за специфичните страници във вестника, но по-късно се използва по-скоро за периодични издания и книги. В разговорния английски „комикс“ е етикет, под който попадат и комиксите на други култури, като например японската „манга“ и френско-белгийските „bandes dessinées“.
Много други култури, различни от американската, заимства думата „комикс“ за да опише своето изкуство на разказване в картинки. Такива държави са Русия (Комикс, komiks) и Германия (comic). В Китай термина „manhua“ и „manhwa“ в Корея произлизат от китайските ироглифи, с които се изписва японската манга.

### Книги
- Kunzle, David“. „The Early Comic Strip; Narrative Strips and Picture Stories in the European Broadsheet.   University of California Press, 1973. с. 1450 – 1825.
- Lee, Stan. „How to Draw Comics the Marvel Way“.   Simon & Schuster, 1978. ISBN 978-0-671-53077-8. (на английски)
- Eisner, Will. Comics and Sequential Art.   Poorhouse Press, 1985. ISBN 78-0-9614728-0-1. (на английски)
- Inge, Thomas M. „Handbook of American Popular Culture“.   Greenwood Press, 1989. ISBN 978-0-313-25406-2.
- Perry, George; Aldridge, Alan. The Penguin Book Of Comics.   Penguin, 1989 reprint with introduction. ISBN 0-14-002802-1.
- Sabin, Roger. Adult Comics: An Introduction.   Routledge, 1993. ISBN 0-415-04419-7.
- McCloud, Scott. „Understanding Comics: The Invisible Art“.   Kitchen Sink Press, 1993. ISBN 0-87816-243-7.
- Schodt, Frederik L. Dreamland Japan: Writings on Modern Manga.   Stone Bridge Press, 1996. ISBN 978-1-880656-23-5.
- Couch, Chris. The Publication and Formats of Comics, Graphic Novels, and Tankobon.   Image & Narrative, 2000. ISBN 1780-678X. Архив на оригинала от 2013-11-04 в Wayback Machine.
- McCloud, Scott. Reinventing Comics: How Imagination and Technology Are Revolutionizing an Art Form.   HarperCollins, 2000. ISBN 978-0-06-095350-8.
- Kinsella, Sharon. Adult Manga: Culture & Power in Contemporary Japanese Society.   University of Hawaii Press, 2000. ISBN 978-0-8248-2318-4.
- Poitras, Gilles. Anime Essentials: Every Thing a Fan Needs to Know.   Stone Bridge Press, 2001. ISBN 978-1-880656-53-2.
- Harvey, R. C. "Comedy at the Juncture of Word and Image". In Varnum, Robin; Gibbons, Christina T. The Language of Comics: Word and Image.   University Press of Mississippi, 2001. ISBN 1-57806-414-7. с. 75 – 96.
- Varnum, Robin & Gibbons, Christina T. editors. The Language of Comics: Word and Image.   University Press Mississippi, 2001. ISBN 1-57806-414-7.
- Wong, Wendy Siuyi. „Hong Kong Comics“.   Princeton Architectural Press, 2002. ISBN 978-1-56898-269-4. (на английски)
- Saraceni, Mario. „The Language of Comics“.   Routledge, 2003. ISBN 978-0-415-21422-3. (на английски)
- Frahm, Ole. „Too much is too much. The never innocent laughter of the Comics“.   Image & Narrative (7), 2003. ISBN 1780-678X. (на английски)
- Lyga, Lyga, Allyson, A.W. „Graphic Novels in Your Media Center: A Definitive Guide“.   Libraries Unlimited, 2004. ISBN 978-1-59158-142-0. (на английски)
- Goldsmith, Francisca. „Graphic Novels Now: Building, Managing, And Marketing a Dynamic Collection“.   American Library Association, 2005. ISBN 978-0-8389-0904-1.
- Soanes, Stevenson, Catherine, Angus. „The Oxford Dictionary of English (revised edition)“.   Oxford, Oxford University Press, 2005. ISBN 9780199571123.
- Goldsmith, Francisca. Graphic Novels Now: Building, Managing, And Marketing a Dynamic Collection.   American Library Association, 2005. ISBN 978-0-8389-0904-1.
- Miller, Ann. Reading Bande Dessinée: Critical Approaches to French-language Comic Strip.   Intellect Books, 2007. ISBN 978-1-84150-177-2.
- Thompson, Jason. „Manga: The Complete Guide“.   New York, Ballantine Books, 2007. ISBN 978-0-345-48590-8. (на английски)
- Beronä, David A. Wordless Books: The Original Graphic Novels.   Abrams Books, 2008. ISBN 978-0-8109-9469-0.
- Fingeroth, Danny. „The Rough Guide to Graphic Novels“.   Rough Guides, 2008. ISBN 978-1-84353-993-3. (на английски)
- Rhoades, Shirrel. „A Complete History of American Comic Books“.   Peter Lang, 2008. ISBN 978-1-4331-0107-6. (на английски)
- Orr, Tamra. Manga Artists.   Rosen Publishing, 2008. ISBN 978-1-4042-1854-3.
- Rhoades, Shirrel. „A Complete History of American Comic Books“.   Peter Lang, 2008. ISBN 978-1-4331-0107-6.
- Duncan, Smith, Randy, Matthew J. „The Power of Comics“.   Continuum International Publishing Group, 2009. ISBN 978-0-8264-2936-0. (на английски)
- Alaniz, José. „Komiks: Comic Art in Russia“.   University Press of Mississippi, 2010. ISBN 978-1-60473-366-2. (на английски)
- Cooper-Chen, Anne M. „Cartoon Cultures: The Globalization of Japanese Popular Media“.   Peter Lang, 2010. ISBN 978-1-4331-0368-1. (на английски)
- Chute, Hillary L. „Graphic Women: Life Narrative and Contemporary Comics“.   Columbia University Press, 2010. ISBN 978-0-231-15062-0. (на английски)
- Gabilliet, Jean-Paul. „Of Comics and Men: A Cultural History of American Comic Books“.   University Press of Mississippi, 2010. ISBN 978-1-60473-267-2.
- Morita, Naoko. „Cultural Recognition of Comics and Comics Studies: Comments on Thierry Groensteen's Keynote Lecture“.   Kyoto Seika University, 2010. ISBN 978-4-905187-03-5. Comics worlds & the world of comics : towards scholarship on a global scale. Global Manga Studies. 1. International Manga Research Center, Kyoto Seika University (на английски)
- Johnson-Woods, Toni. „Manga: An Anthology of Global and Cultural Perspectives“.   Continuum International Publishing Group, 2010. ISBN 978-0-8264-2938-4.
- Collins, Rachel. „Drawing Comics into Canadian Libraries. In Weiner, Robert G. Graphic Novels and Comics in Libraries and Archives“.   McFarland & Company, 2010. ISBN 978-0-7864-5693-2. с. 226 – 241.
- Grove, Laurence. Comics in French: The European Bande Dessinée in Context.   Berghahn Books, 2010. ISBN 978-1-84545-588-0.
- Dawson, Willow. „Lila & Ecco's Do-It-Yourself Comics Club“.   Kids Can Press Ltd, 2010. ISBN 978-1-55453-438-8. (на английски)
- Johnson-Woods, Toni. „Manga: An Anthology of Global and Cultural Perspectives“.   Continuum International Publishing Group, 2010. ISBN 978-0-8264-2938-4. (на английски)
- O'Nale, Robert. „Manga“.   ABC-CLIO, 2010. ISBN 978-0-313-35747-3. p. 378–387. (на английски)
- Johnson-Woods, Toni. „Manga: An Anthology of Global and Cultural Perspectives“.   Continuum International Publishing Group, 2010. ISBN 978-0-8264-2938-4. (на английски)
- Guigar, Brad J. „The Everything Cartooning Book: Create Unique And Inspired Cartoons For Fun And Profit“.   Adams Media, 2010. ISBN 978-1-4405-2306-9. (на английски)
- Markstein, Don. „Glossary of Specialized Cartoon-related Words and Phrases Used in Don Markstein's Toonopedia“.   2010. (на английски)
- Petersen, Robert. „Comics, Manga, and Graphic Novels: A History of Graphic Narratives“.   ABC-CLIO, 2010. ISBN 978-0-313-36330-6.
- Cates, Isaac. „Comic and the Grammar of Diagrams“.   University Press of Mississippi, 2010. ISBN 978-1-60473-442-3. (на английски)
- Thomas, Evan. 10: Invisible Art, Invisible Planes, Invisible People.   In Aldama, Frederick Luis, Multicultural Comics: From Zap to Blue Beetle. University of Texas Press, 2010. ISBN 978-0-292-73743-3.
- Forceville, Veale, Feyaerts, Charles, Tony, Kurt. „Balloonics: The Visuals of Balloons in Comics“.   McFarland & Company, 2010. ISBN 978-0-7864-4294-2. p. 54. (на английски)
- Tondro, Jason. „Superheroes of the Round Table: Comics Connections to Medieval and Renaissance Literature“.   McFarland, 2011. ISBN 978-0-7864-8876-6. (на английски)
- Karp, Jesse, Kress, Rush. „Graphic Novels in Your School Library“.   American Library Association, 2011. ISBN 978-0-8389-1089-4. (на английски)
- Kovacs & George, Marshall, C.W. Classics and Comics.   Oxford University Press, 2011. ISBN 978-0-19-979290-0. (на английски)
- McKinney, Mark. History and Politics in French-Language Comics and Graphic Novels.   University Press of Mississippi, 2011. ISBN 978-1-60473-761-5.
- Beaty, Bart. Comics Versus Art.   University of Toronto Press, 2012. ISBN 978-1-4426-9627-3.
- Chapman, Robyn. Drawing Comics Lab: 52 Exercises on Characters, Panels, Storytelling, Publishing & Professional Practices.   Quarry Books, 2012. ISBN 978-1-61058-629-0. (на английски)
- Chute, Hillary, DeKoven, Marianne. „Comic books and graphic novels“.   The Cambridge Companion to Popular Fiction. Cambridge University Press, 2012. ISBN 978-0-521-51337-1. p. 175–195. (на английски)
- Groensteen, Thierry. The Impossible Definition.   University Press of Mississippi, 2012. ISBN 978-1-60473-109-5. с. 124 – 131.
- Bramlett, Frank. „Linguistics and the Study of Comics“.   Palgrave Macmillan, 2012. ISBN 978-0-230-36282-6. (на английски)
- Holbo, John. The Art of Comics: A Philosophical Approach.   John Wiley & Sons, 2012. ISBN 978-1-4443-3464-7. с. 3–30.
- Meskin, Aaron, Cook, Roy T. „The Art of Comics: A Philosophical Approach“.   John Wiley & Sons, 2012. ISBN 978-1-4443-3464-7. (на английски)
- Cohn, Neil. The Visual Language of Comics: Introduction to the Structure and Cognition of Sequential Images.   London, Bloomsbury, 2013. ISBN 978-1-4411-8145-9.
- Booker, M. Keith. Introduction. Comics through Time: A History of Icons, Idols, and Ideas.   ABC-CLIO, 2014. ISBN 978-0-313-39751-6. с. xxv–xxxvii.
- Stewart, Ronald. „Manga as Schism: Kitazawa Rakuten's Resistance to "Old-Fashioned" Japan“.   Routledge, Manga's Cultural Crossroads, 2014. ISBN 978-1-134-10283-9. p. 27–49. (на английски)

### Периодика
- Cohen, Martin S. „The Novel in Woodcuts: A Handbook“ //  Journal of Modern Literature. Indiana University Press 2/6.   април 1977. 3831165. с. 171 – 195.
- Williams, Jeff. „Comics: A tool of subversion?“ //  Journal of Criminal Justice and Popular Culture 2(6).   1994. с. 129 – 146.  Архивиран от оригинала на 2010-09-04.
- Yuan, Ting. „From Ponyo to 'My Garfield Story': Using Digital Comics as an Alternative Pathway to Literary Composition“ //  Childhood Education (87 (4)).   2011.

### Интернет
- Santos, Derek (1998) Comic History //  The Comic Page.    Архивиран от оригинала на 2005-09-30. Посетен на 26 юни 2005.
- Harvey, R.C. „Defining Comics Again: Another in the Long List of Unnecessarily Complicated Definitions“ //  The Comics Journal.   Fantagraphics Books, 2010.  Архивиран от оригинала на 14 септември 2011. Посетен на 24 октомври 2020. (на английски)